# Pheidon (Argos)
Pheidon (altgriechisch Φείδων Pheídōn), auch Phaidon, der Sohn des Aristodamidas, war nach der griechischen Mythologie König von Argos. Nach dem Tod seines Vaters verjagte er seinen Bruder Karanos aus Argos und bestieg den Thron. Er vergrößerte die Macht von Argos und versuchte, die Macht Korinths zu brechen, indem er verlangte, tausend Jünglinge zur Kriegsausbildung zu schicken. Er hatte vor, diese Jünglinge zu töten, um das Heer der Korinther erheblich zu schwächen. Sein Plan flog auf und die Jünglinge wurden nicht entsandt. Infolge der Einmischung in die korinthischen Angelegenheiten soll er in Korinth zu Tode gekommen sein.
Er soll in Argos Maße und Gewichte für Flüssigkeiten und Feststoffe eingeführt haben und als erster Grieche Silbermünzen, die er auf Aigina prägen ließ, in Umlauf gebracht haben. Als die Pisaier die 8. Olympischen Spiele (748/747 v. Chr.) anstelle der Eleer selbst ausrichten wollten, riefen sie Pheidon zu ihrer Unterstützung. Er galt als sehr gewalttätig und soll das Königtum in eine Tyrannis verwandelt haben. Durch seine Intervention wurde der Besitz des Temenos wieder erlangt. Sein Sohn Leokedes wurde sein Nachfolger.
Diodor berichtet, dass nach dem Geschichtsschreiber Theopompos Pheidon der Vater und nicht der Bruder des Karanos sei und gibt folgende Genealogie: Pheidon war der Sohn des Aristodamis, des Sohns des Merops, des Sohns des Thestios, des Sohns des Kissios, des Sohns des Temenos, des Sohns des Aristomachos, des Sohns des Kleodaios, des Sohns des Hyllos, des Sohns des Herakles.

## Historizität
Die meisten Historiker gehen heute davon aus, dass es den argivischen Herrscher Pheidon wirklich gab. Wann er jedoch lebte, wird kontrovers diskutiert, da die Überlieferungen sehr unterschiedlich sind. Die Parische Chronik berichtet, Pheidon habe 895/894 v. Chr. die Maße und die Münzen in Aigina eingeführt. Dies sei während der Regierungszeit des Pherekles gewesen, die jedoch meist in die Zeit von 863/862 – 844/843 v. Chr. datiert wird. Nach Georgios Synkellos bestieg Karanos, der Bruder des Pheidon, 18 Jahre vor der 1. Olympiade (also 794/793 v. Chr.) den Thron von Makedonien.
Pausanias berichtet von den Geschehnissen während der 8. Olympischen Spiele (748/747 v. Chr.). Einige Historiker vermuten, dass es bei der Übertragung des Textes von Pausanias zu einem Fehler kam und ursprünglich die 28. Olympischen Spiele (668/667 v. Chr.) gemeint waren. Sie führen an, dass Pheidon Olympia nur dann auf dem Landweg erreichen konnte, wenn er auch den entsprechenden Machtbereich hatte. Deshalb glauben sie, dass Pheidon die Argiver in die Schlacht von Hysiai (669/668 v. Chr.) führte, in der Argos Sparta besiegte, obwohl es keine antike Quelle gibt, die dies belegt. Nach Herodot war Leokedes, der Sohn des Pheidon, unter den Freiern der Tochter des Kleisthenes von Sikyon um 600 v. Chr. Viele Gelehrte vermuten jedoch, dass Herodot hier zwei Personen mit gleichem Namen verwechselt hatte.